# Кравцов, Игорь Александрович
Игорь Александрович Кравцов (род. 21 декабря 1973, Магнитогорск) — российский спортсмен (академическая гребля), олимпийский чемпион (2004).
Воспитанник школы академической гребли Магнитогорска (первый тренер Ренат Мазитов). Образование высшее: в 2001 году окончил технологический факультет МГТУ им. Г. И. Носова.

## Спортивная карьера
- Олимпийский чемпион 2004 в гребле на четвёрке парной (с А. Свириным, Н. Спинёвым и С. Федоровцевым)
- Участник олимпийских игр 1996 — 8 место (четвёрка парная)
- Титулы и достижения: многократный чемпион России. Призер этапов Кубка мира 1997, 2003, 2004 гг.

## Награды
- Звание заслуженный мастер спорта (2004)
- Награжден золотой медалью «За трудовую доблесть» (2004 г.), отличительным знаком за Заслуги перед Челябинской областью (2004 г.), Орденом «Дружбы» (2006 г.).
- Почетный гражданин Магнитогорска (2005).